# Kamjanskereservoaren
Kamjanskereservoaren (ukrainska: Кам'янське водосховище), före 2017 kallad Dniprodzerzjynskreservoaren (Дніпродзержинське водосховище), är ett vattenmagasin i floden Dnepr i Ukraina. Den anlades 1963–1965, i samband med bygget av Mellersta Dnipros HES (Середньодніпровська ГЕС), 1956–1965, vid staden Dniprodzerzjynsk, numera Kamjanske, i dess södra ände.
Reservoaren, som täcker en yta på 567 km², är 114 km lång och har en volym på 2,45 km³. Den har ett medeldjup på 4,3 meter, och en genomsnittlig bredd på 5 km.
Sedan 1982 förs del av Kamjanskereservoarens vatten via Dnipro-Donbaskanalen (Канал Дніпро-Донбас) till floden Donets, strax ovanför Izium i Charkiv oblast, vilket ökar tillgången till färskvatten även i Donbas, oblasten 
Donetsk och Luhansk, inte minst genom Donets-Donbaskanalen. Dnipro-Donbaskanalen passerar Krasnopavlikareservoaren, varifrån färskvatten även tas till Charkiv.